# Citrons, boîte de gelée, papillon et récipients
Citrons, boîte de gelée, papillon et récipients est une peinture à l'huile (35 x 48 cm) sur toile de Luis Meléndez (1716-1780) conservée au Musée du Prado de Madrid. Elle date du troisième quart du XVIIIe siècle et provient du cabinet d'histoire naturelle du prince des Asturies, futur Charles IV d'Espagne, à Aranjuez.

## Description
Comme souvent Meléndez place cette nature morte sur une table de cuisine de bois, sur un fond noir, la lumière venant d'une fenêtre invisible de la gauche. En plus des citrons au premier plan, on remarque sur une grande assiette de faïence blanche une boîte plate et ronde de douceurs (à base de gelée) entre-ouverte sur le bord du couvercle de laquelle se pose un papillon jaune (mélange du « citron » ou Gonepteryx rhamni L. et du « souci » ou Colias crocea Geoff). Il est à noter que l'auteur a très rarement peint des papillons. À droite, sur un grand compotier d'étain, le peintre a posé un bol de céramique peint de type altamía, avec un décor végétal très simple et des spirales typiques de la faïencerie du Puente del Arzobispo ou de certaines faïenceries mexicaines,. Devant, un pot de miel de céramique au tiers supérieur de couleur verte (comme ceux de Biar ou Lucena) est fermé d'un tissu blanc serré par une cordelette; il contient du miel pour sucrer la compote de citrons qui doit être bientôt préparée.